# Thorsberg-Hose

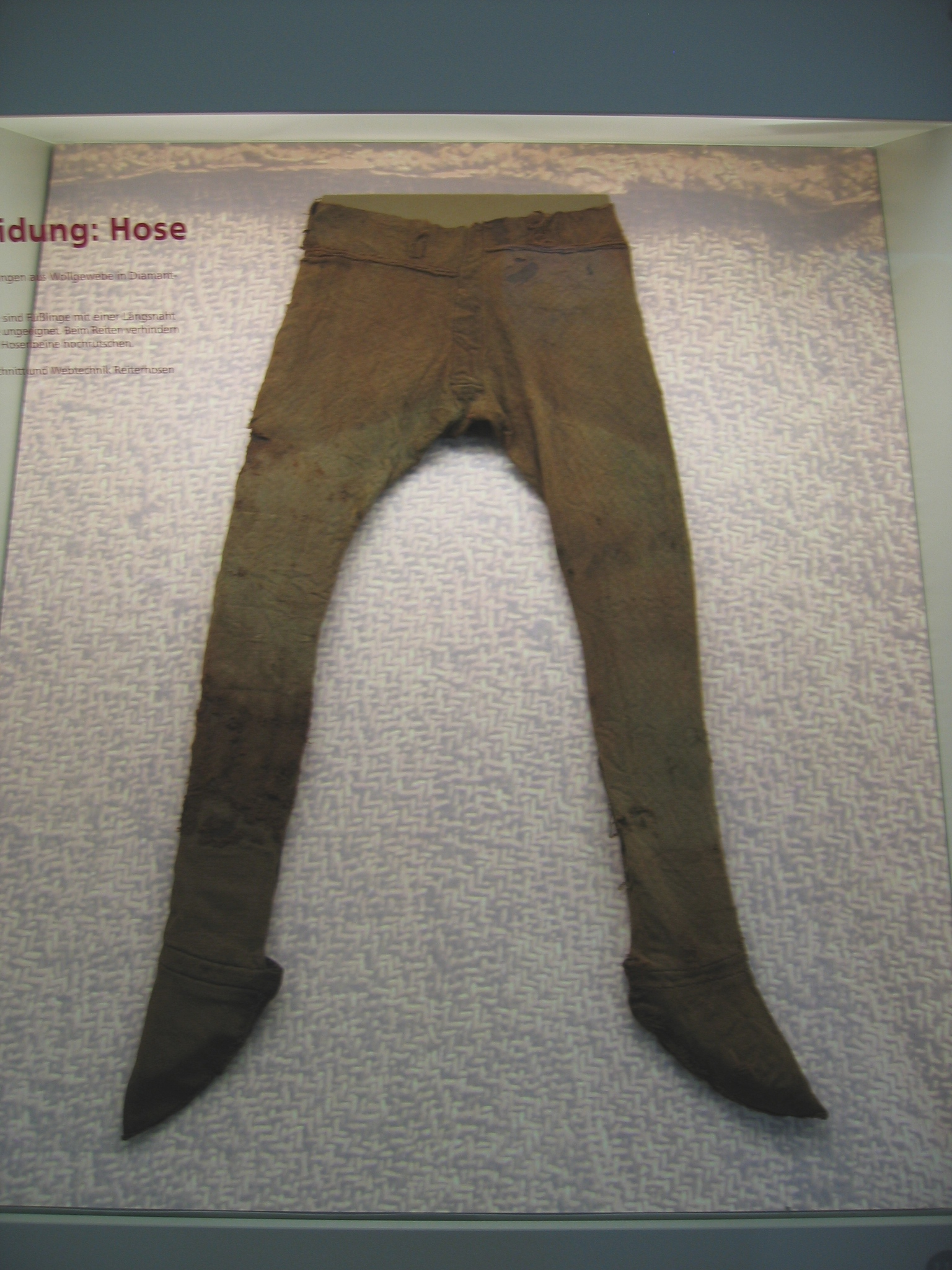
Eine der Thorsberg-Hosen (Frontansicht)

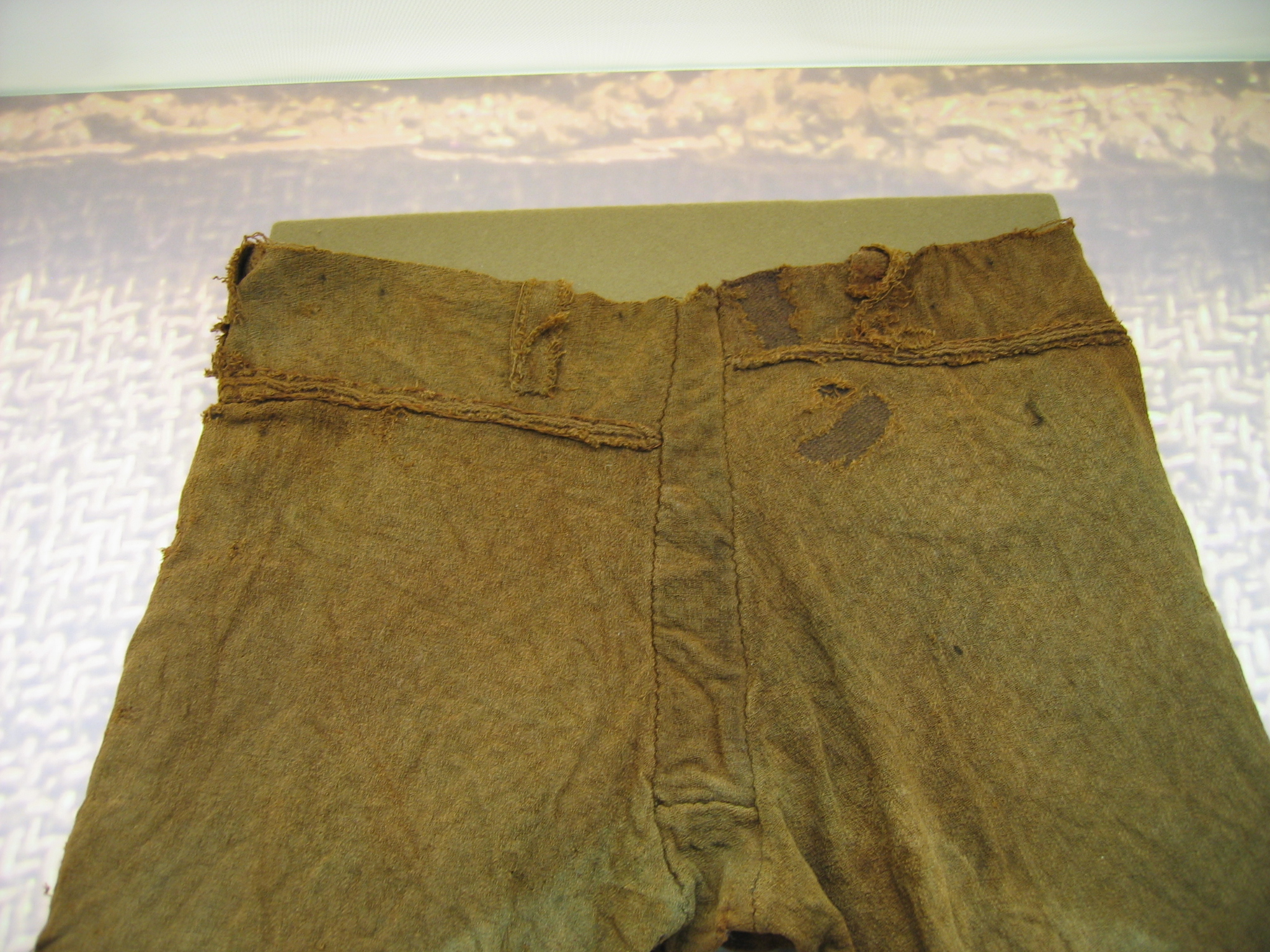
Detail des Hosenbundes

Als Thorsberg-Hosen (auch Thorsberghosen oder Thorsberger Hosen) bezeichnet man Hosen, die im Thorsberger Moor gefunden wurden. Sie weisen einen Schnitt auf, der als Grundmuster der frühmittelalterlichen Männerbeinkleider in Europa gelten kann und in ähnlicher Form noch Jahrhunderte nach der Entstehung der Thorsberger Exemplare zu finden war. In Illustrationen zur Passio Kiliani sind Hosen nach diesem Grundmuster noch ebenso zu finden wie unter den Exemplaren aus Haithabu, die aus dem 11. Jahrhundert stammen.
Zwei Exemplare der Thorsberg-Hosen befinden sich in Schloss Gottorf, doch ist nur eines der beiden in den Ausstellungsräumen von Schloss Gottorf ausgestellt. Die im Thorsberger Moor gefundenen Hosen gehören möglicherweise in einen Opferzusammenhang. Zahlreiche Funde in Thorsberg wurden von dem Lehrer Helvig Conrad Engelhardt zwischen 1858 und 1861 gemacht.

## Beschreibung
Thorsberg-Hose 1 (Inventarnummer F.S. 3684) besteht aus Wolltuch in Rautenköper. Kett- und Schussfäden weisen  Fadenstärken um 0,5 mm auf, bei einer Webdichte von 14 z-gedrehte Fäden je Zentimeter in der Kette und s-gedrehte im Schuss. Die Anfangskanten des Gewebes sind in Brettchenwebtechnik ausgeführt. Die Thorsberg-Hose 2 (Inventarnummer F.S. 3684) wurde aus einem feineren Tuch mit 20 Fäden je Zentimeter in der Kette und 12,5 Fäden im Schuss hergestellt. Die Hosen 1 bestehen aus 12 Stoffstücken, Hose 2 ist nur fragmentarisch erhalten. Beide bestehen aus einem rechteckigen Gesäßteil und zwei engen Beinröhren, die im Schritt mit mehreren keilförmigen Stücken in die benötigte Form gebracht sind. Bei mindestens einem der beiden Thorsberger Exemplare sind außerdem Überreste von Füßlingen vorhanden, die vermutlich nur über der Ferse offen waren. Dies ermöglichte, ebenso wie ein Schlitz auf der Höhe der Waden, der durch Schnürungen verschlossen werden konnte, ein leichteres Anziehen. Wahrscheinlich waren an den Hosen ursprünglich Schlaufen für einen Gürtel angebracht.

## Datierung
Die Datierung der Hosen ist umstritten. Das Deutsche Strumpfmuseum nimmt eine Fertigung im 2. oder 3. nachchristlichen Jahrhundert an, Mechthild Müller datiert sie um das Jahr 175 n. Chr. Häufig wird auch das  4. Jahrhundert als Entstehungszeit genannt.